# (15492) Nyberg
(15492) Nyberg (1999 CG89) – planetoida z pasa głównego asteroid okrążająca Słońce w ciągu 3,78 lat w średniej odległości 2,43 j.a. Odkryta 10 lutego 1999 roku.